# Ипомеи
«Ипомеи» (яп. 朝顔図屏風) — роспись по шестистворчатой ширме японского художника Судзуки Киицу. Работа выполнена при помощи туши, красок и позолоченной бумаги. С 1992 года произведение находится в собрании Метрополитен-музея в Нью-Йорке.

## Предмет изображения

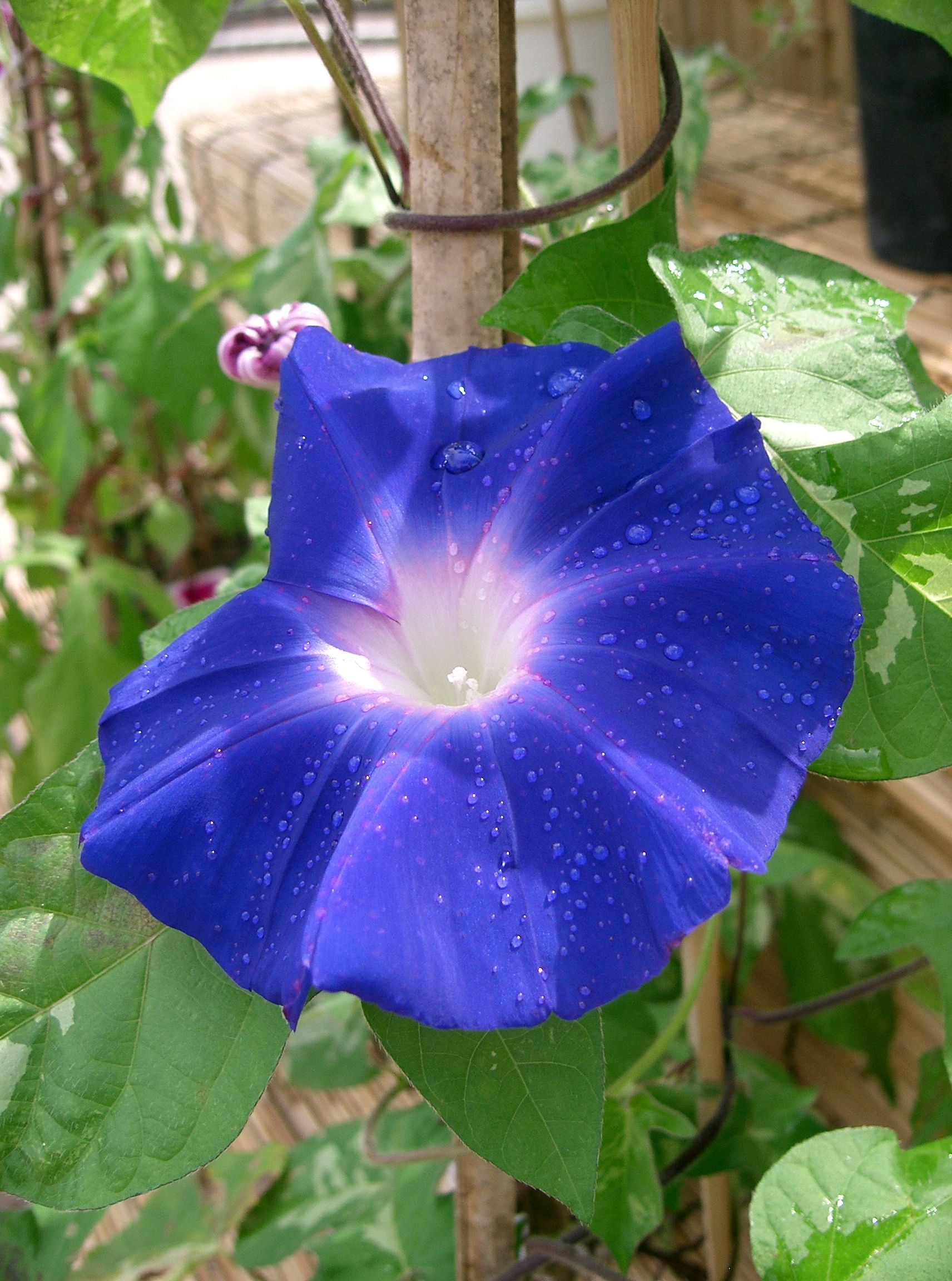
Сорт, известный как Японская ипомея

На росписи изображены цветы синих ипомей, известные также как «утреннее сияние» и асагао (яп. 朝顔) в Японии. Название обозначает, что цветок зацветает с утра и закрывается вечером. Этот цветок является одним из популярных в Японии; настоящий бум его популярности случился в период Эдо, когда было выведено множество различных его сортов и печатались целые иллюстрированные книги, полностью посвящённые цветку (например, «Асагао Сандзю Рокка Сэн» (яп. 朝顔三十六花撰) 1854 года). Диаметр цветов на росписи намного больше, чем размеры самих цветов. Всего на росписи изображено около 150 цветков ипомеи.

## Стиль
Судзуки Киицу создал эту ширму в поздний период своего творчества, в то время, когда он подписывался псевдонимом Сэйсэй Киицу (с 63 лет до конца своей жизни). Изначально Судзуки Киицу учился окрашиванию тканей; в ширме «Ипомеи» проявился как его собственные знания о работе с красками, так и влияние мастеров школы Римпа, последователем которой он был. В традициях школы Римпа он использовал яркие краски, созданные из органических минералов и позолоченную бумагу для фона. Судзуки Киицу был последователем своего учителя Сакаи Хоицу и в своём раннем творчестве заимствовал многое из его стиля, однако со временем его стиль трансформировался и приобрёл собственные черты, примером этого стала и ширма «Ипомеи». Так, цветовая палитра Судзуки Киицу содержала более яркие и дерзкие цвета даже по сравнению с мастерами-предшественниками из школы Римпа, проповедовавшими декоративный стиль; в частности, для изображения ипомей использовался очень яркий, ослепляющий оттенок синего цвета. Для изображения цветков художник использовал как яркую синюю краску, так и более сдержанную тёмную тушь. Он накладывал краску поверх ещё не высохшего слоя туши в технике тарасикоми, смешивая эти разные оттенки. При создании росписи художник сосредоточился на изображении разросшихся цветов и листьев, не добавляя никаких деталей фона или контекст.
Изображение цветов находится на грани между декоративным стилем школы Римпа и реализмом изображения, развившимся в позднем творчестве Судзуки Киицу. Это связано с появившимся в Киото влиянием искусства западных стран и новой школы Маруямы Окё, художника, предпочитавшего реализм. Скопления цветов композиционно поделены на две части: цветы справа поднимаются с земли вверх; те, что слева, спускаются каскадом вниз, словно по не видимой глазу садовой решётке. Таким образом, композиция сохранила декоративный характер, но изображение цветов стало реалистичным.
Роспись сопровождало стихотворение известного художника, поэта и каллиграфиста Камэды Босаи, восхваляющее эти цветы.
После Судзуки Киицу ипомеи стали знаковой темой для последующих художников школы Римпа, которые пытались копировать и создавать свои версии изображения; так прежде произошло с ирисами после того, как своё знаменитое изображение этих цветов создал основатель школы Огата Корин в начале XVIII века.